# Saltvik
Saltvik est une municipalité du territoire d'Åland, territoire finlandais autonome situé en mer Baltique ayant le suédois comme seule langue officielle. 95 % de la population de Saltvik a pour langue maternelle le suédois.

## Géographie
La commune se situe dans la partie la plus accidentée de l'île principale d'Åland. Le sommet de l'Orrdalsklint domine la mer de ses 129 mètres (point culminant du territoire), et c'est un des seuls endroits de l'archipel où on peut noter la présence d'un relief significatif.
Le petit centre administratif se situe en bordure d'une baie, à 25 km du centre de la capitale Mariehamn (via la nationale 2). Le village de Haraldsby est le deuxième centre de population, les 32 autres villages ne regroupant au plus que quelques dizaines d'habitants chacun.
Les communes limitrophes sont Sund au sud et Finström à l'ouest, auxquelles on peut ajouter des frontières maritimes avec Vårdö au sud-est et Geta au nord-ouest.